# Cantó de Rennes-Centre-Sud
El cantó de Rennes-Centre-Sud (bretó Kanton Roazhon-Kreiz-Su) és una divisió administrativa francesa situat al departament d'Ille i Vilaine a la regió de Bretanya.

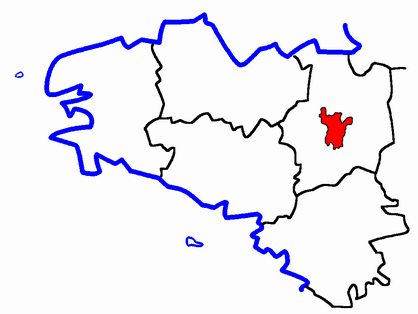
Situació del cantó

## Composició
El cantó aplega la comuna de Rennes, fraccions de sud-Gare sobre Villeneuve i Ste Thérèse. El cantó limita al Nord per les vies fèrries de la SNCF, a l'oest per la rue de Nantes, al sud pels Boulevards Clemenceau, de l'Yser i Leroux.

## Història
| Data d'elecció                           | Identitat     | Partit | Qualitat |
| ---------------------------------------- | ------------- | ------ | -------- |
| 2001-                                    | Jeannine Huon | PS     |          |
| les dades anteriors no són pas conegudes |               |        |          |
|                                          |               |        |          |